# Trichoglottis seidenfadenii
Trichoglottis seidenfadenii är en orkidéart som beskrevs av Leonid Vladimirovitj Averjanov. Trichoglottis seidenfadenii ingår i släktet Trichoglottis och familjen orkidéer. Inga underarter finns listade i Catalogue of Life.